# Hartmut Lehmann
Hartmut Lehmann (* 29. April 1936 in Reutlingen) ist ein deutscher Historiker.

## Leben und Wirken
Der Sohn eines Lehrers und einer Malerin begann nach Schulbesuch in Talheim bei Tuttlingen, Wilhelmsdorf, Calw, Nagold und in Cortland, New York (als Austauschschüler 1952/53), ab 1955 ein Studium der Geschichte, Anglistik, Germanistik, Politikwissenschaft und Philosophie in Tübingen. 1956 ging er für jeweils ein Semester nach Wien und Bristol, anschließend zurück nach Tübingen. Von 1957 bis 1959 beendete er sein Studium mit einem Stipendium des Deutschen Akademischen Austauschdiensts (DAAD) in Wien, wo er bei Hugo Hantsch mit einer Arbeit zum Ersten Weltkrieg promoviert wurde. Anschließend wurde er wissenschaftlicher Assistent bei Adam Wandruszka an der Universität zu Köln und habilitierte sich dort 1967. Nach zwei Jahren als Privatdozent in Köln, unterbrochen von einer Gastprofessur an der University of California, Los Angeles und einem Forschungsaufenthalt an der University of Chicago, wurde er 1969 auf einen Lehrstuhl an der Christian-Albrechts-Universität zu Kiel berufen. In seiner Zeit dort ging er mehrmals zu Gastprofessuren und Forschungsaufenthalten nach Australien (Australian National University in Canberra) und in die USA (Institute for Advanced Study in Princeton, Princeton Theological Seminary, Princeton University und Harvard).
Im Jahr 1987 wechselte Lehmann als Gründungsdirektor an das neu gegründete Deutsche Historische Institut in Washington D. C. 1992 wurde er einer der beiden Direktoren des Max-Planck-Instituts für Geschichte in Göttingen, blieb aber bis 1993 zugleich Direktor des DHI Washington.
1999 verlieh ihm die Universität Basel den Dr. theol. h. c. Er ist Foreign Honorary Member der American Academy of Arts and Sciences und Mitglied der Göttinger Akademie der Wissenschaften. An den Universitäten Kiel und Göttingen lehrte er als Honorarprofessor. 2004 ging er in den Ruhestand. Seither nahm er Gastprofessuren wahr an der Emory University in Atlanta, am Dartmouth College, an der University of California in Berkeley, an der Pennsylvania State University und am Princeton Theological Seminary. 2017 verliehen ihm die Universität Lund sowie die Universität Helsinki den Dr. theol. h. c. Im Jahre 2020 wurde er von der American Historical Association zum Honorary Foreign Member ernannt. Seit 2005 lebt er mit seiner Frau, Silke Lehmann, wieder in Kiel.
Lehmann beschäftigt sich mit weitgespannten historischen Themen, neben der frühen Neuzeit auch der Zeitgeschichte, insbesondere unter transnationalen Aspekten.

## Schriften (Auswahl)
Monographien
- Österreich-Ungarn und die belgische Frage im ersten Weltkrieg. 1959 (Dissertation, Universität Wien, 1959).
- Pietismus und weltliche Ordnung in Württemberg vom 17. bis zum 20. Jahrhundert. Kohlhammer, Stuttgart u. a. 1969 (Habilitationsschrift, Universität Köln, 1967).
- Das Zeitalter des Absolutismus. Gottesgnadentum und Kriegsnot (= Christentum und Gesellschaft. Bd. 9). Kohlhammer, Stuttgart u. a. 1980, ISBN 3-17-005813-4.
- Martin Luther in the American Imagination (= American Studies. Bd. 63). Fink, München 1988, ISBN 3-7705-2478-0.
- Alte und neue Welt in wechselseitiger Sicht. Studien zu den transatlantischen Beziehungen im 19. und 20. Jahrhundert (= Veröffentlichungen des Max-Planck-Instituts für Geschichte. Bd. 119). Vandenhoeck und Ruprecht, Göttingen 1995, ISBN 3-525-35433-9.
- Max Webers „Protestantische Ethik“. Beiträge aus der Sicht eines Historikers (= Kleine Vandenhoeck-Reihe. Bd. 1579). Vandenhoeck und Ruprecht, Göttingen, 1996, ISBN 3-525-33575-X.
- Protestantische Weltsichten. Transformationen seit dem 17. Jahrhundert. Vandenhoeck und Ruprecht, Göttingen 1998, ISBN 3-525-01373-6.
- Protestantisches Christentum im Prozeß der Säkularisierung. Vandenhoeck und Ruprecht, Göttingen 2001, ISBN 3-525-36250-1 (Rezension: Harm Klueting: Säkularisiert? Hartmut Lehmann über protestantisches Christentum. In: Neue Zürcher Zeitung. 3. April 2002).
- Säkularisierung. Der europäische Sonderweg in Sachen Religion (= Bausteine zu einer europäischen Religionsgeschichte im Zeitalter der Säkularisierung. Bd. 5). Wallstein Verlag, Göttingen 2004, ISBN 3-89244-820-5 (2., erweiterte Auflage. ebenda 2007, ISBN 978-3-89244-820-4).
- Transformationen der Religion in der Neuzeit. Beispiele aus der Geschichte des Protestantismus (= Veröffentlichungen des Max-Planck-Instituts für Geschichte. Bd. 230). Vandenhoeck und Ruprecht, Göttingen 2007, ISBN 978-3-525-35885-6.
- Die Entzauberung der Welt. Studien zu Themen von Max Weber (= Bausteine zu einer europäischen Religionsgeschichte im Zeitalter der Säkularisierung. Bd. 11). Wallstein Verlag, Göttingen 2009, ISBN 978-3-8353-0456-7.
- Religiöse Erweckung in gottferner Zeit. Studien zur Pietismusforschung (= Bausteine zu einer europäischen Religionsgeschichte im Zeitalter der Säkularisierung. Bd. 12). Wallstein Verlag, Göttingen 2010, ISBN 978-3-8353-0597-7.
- Das Christentum im 20. Jahrhundert. Fragen, Probleme, Perspektiven (= Kirchengeschichte in Einzeldarstellungen. Abt. 4: Neueste Kirchengeschichte. Bd. 9). Evangelische Verlagsanstalt, Leipzig 2012, ISBN 978-3-374-02500-8.
- Luthergedächtnis 1817 bis 2017 (= Refo500. Bd. 8). Vandenhoeck und Ruprecht, Göttingen u. a. 2012, ISBN 978-3-525-55039-7.
- Das Reformationsjubiläum 2017. Umstrittenes Erinnern (= Refo500. Bd. 70). Vandenhoeck und Ruprecht, Göttingen 2021, ISBN 978-3-525-56038-9.
- Erinnerungsort Alderney. Spurensuche im Beton. Vergangenheitsverlag, Berlin 2024, ISBN 978-3-86408-329-7.
- Apokalypsen. Lektionen aus vergangenen Katastrophen. Unter Mitarbeit von Lukas Lehmann. Wallstein Verlag, Göttingen 2025, ISBN 978-3-8353-5829-4.

Herausgeberschaften
- mit Otto Gerhard Oexle: Nationalsozialismus in den Kulturwissenschaften. 2 Bände. Vandenhoeck und Ruprecht, Göttingen 2004;
  - Band 1: Fächer, Milieus, Karrieren (= Veröffentlichungen des Max-Planck-Instituts für Geschichte. Bd. 200). 2004, ISBN 3-525-35198-4;
  - Band 2: Leitbegriffe – Deutungsmuster – Paradigmenkämpfe. Erfahrungen und Transformationen im Exil (= Veröffentlichungen des Max-Planck-Instituts für Geschichte. Bd. 211). Vandenhoeck und Ruprecht, Göttingen 2004, ISBN 3-525-35862-8.
- mit Andreas W. Daum, James J. Sheehan: The Second Generation. Émigrés from Nazi Germany as Historians. With a Biobibliographic Guide. New York 2016, ISBN 978-1-78238-985-9.
- mit Wolfgang Behringer, Christian Pfister: Kulturelle Konsequenzen der "Kleinen Eiszeit" (= Veröffentlichungen des Max-Planck-Instituts für Geschichte, Bd. 212), Vandenhoeck und Ruprecht, Göttingen 2005, ISBN 3-525-35864-4.